# 朱鳳蓮
朱 鳳蓮（しゅ ほうれん、1977年11月 - ）は、中華人民共和国の報道官。広東省梅県出身。現職は国務院台湾事務弁公室新聞局副局長兼報道官。

## 経歴
1977年11月、広東省梅県で生まれる。2000年北京航空航天大学にて外国語学科の研究で修士の学位取得。清華大学にて公共管理博士の学位取得。
2003年7月に国務院台湾事務弁公室へ入局した。以後、港澳渉台事務局副処長、処長、副局長を歴任した。2019年8月、国務院台湾事務弁公室新聞局副局長に就任。11月27日には同室報道官を兼務する。